# Ertugrul Osman V
Ertuğrul Osman V (ur. 18 sierpnia 1912, Pałac Gwiazd, zm. 23 września 2009 w Stambule) – czterdziesta trzecia głowa rodu Osmanów, którzy panowali w Turcji w latach 1281-1923. Wnuk sułtana Abdülhamida II, syn księcia Mehmeda Burhaneddina.
W 1924 roku gdy członków rodu wypędzono z Turcji, Ertuğrul Osman V przebywał wówczas w Wiedniu. Nie wrócił do kraju w latach dziewięćdziesiątych XX wieku, gdy Turcja zgodziła się na powrót Osmanów do kraju. Żył w USA od 1940, od 1994 jako głowa rodu Osmanów, a schyłek życia spędził w Turcji.